# Clinoporus
Clinoporus is een monotypisch geslacht van straalvinnige vissen uit de familie van beschubde slijmvissen (Clinidae).

## Soort
- Clinoporus biporosus (Gilchrist & Thompson, 1908)